# Fausto Navarro Allende
Fausto Navarro Allende (Quito, 1888 - Ibidem, 1972) fue un político ecuatoriano que fue encargado por una hora del poder ejecutivo del Ecuador durante el golpe de Estado al gobierno de Carlos Arroyo del Río sin lograr ejercer el cargo.

## Biografía
Navarro Allende nació en Quito en 1888, de una familia pudiente proveniente de la Revolución Liberal, por lo que fue miembro del Partido Liberal Radical Ecuatoriano toda su vida, llegando a ser Presidente de la Cámara de Representantes entre 1932 y 1933. Fue miembro de la Gran Logia Masónica del Ecuador hasta su muerte en Quito en 1972.
En 1944, al final del gobierno de Carlos Arroyo del Río ocurrió el inicio del levantamiento popular conocido como Revolución del 28 de mayo o "La Gloriosa", ante la posibilidad de fraude electoral en las elecciones presidenciales del mismo año favoreciendo al candidato oficialista, el presidente del congreso, Miguel Ángel Albornoz. El 29 de mayo, la situación se volvió insostenible al tomarse la revuelta la ciudad de Guayaquil, por lo que Arroyo del Río decidió  encargarle el poder al Vicepresidente de la Cámara del Senado, Fausto Navarro, ya que Albornoz rechazo el cargo por encontrarse en campaña electoral, de igual manera el presidente de la Cámara de Representantes Teodoro Maldonado Carbo se excusó por solicitud del presidente, ya que confiaba en Navarro.
Su designación causó mayores disturbios, resultando en el triunfo de la revolución y el derrocamiento del régimen liberal, siendo encarcelado Navarro.
Fuente: